# جنت جپکوسگی
جنت جپکوسگی (انگلیسی: Janeth Jepkosgei؛ زادهٔ ۱۳ دسامبر ۱۹۸۳) دونده دو نیمه‌استقامت اهل کنیا است.
از افتخارات وی میتوان به کسب مدال نقره دو ۸۰۰ متر در بازی‌های المپیک تابستانی ۲۰۰۸ اشاره کرد.